# 2008年10月英國

## 10月31日
- 外相文禮彬與法國外長出訪剛果共和國，希望調停當地政府軍及叛軍激烈的軍事衝突。文禮彬稍後會轉往盧旺達訪問。BBC（页面存档备份，存于）
- 保守黨影子財相奧斯本接受訪問時譴責英揆白高敦計劃大舉發行國債，將要兩代英國人承擔苦果。BBC（页面存档备份，存于）

## 10月30日
- 英國本土樓市陷入不景，2008年全國房產交投量跌至1974年以來最低水平，全國季度平均樓價急降14.6%。泰晤士報[]
- 財相戴理德承諾政府會最多動用40億英鎊協助中小企渡過經濟不景。BBC（页面存档备份，存于）

## 10月29日
- 商務大臣文德森勳爵到訪俄國莫斯科，他相信英俄近年交惡的僵局正在「溶解」，但亦對於兩國間的政治紛擾阻礙貿易，感到遺憾。BBC（页面存档备份，存于）
- 以丹麥哥本哈根為總部，並提供廉價服務的冰島斯特林航空宣佈破產倒閉，其中六班原定在倫敦格域機場起飛的航班即時取消，數百名乘客受到影響。每日電訊報（页面存档备份，存于）
- BBC電台第二台人氣灰諧清談節目《羅素·布蘭德表演秀》的主持羅素·布蘭德（Russell Brand）與嘉賓喬納森·羅斯（Jonathan Ross），在10月18日播出的節目中，致電到78歲老牌男演員安德魯·薩克斯（Andrew Sachs）家中，並在通話中講出不雅內容。BBC至今接獲逾10,000宗有關該惡作劇的投訴，而BBC與政府通訊辦亦已就事件展開調查，布蘭德與羅斯兩人今被BBC勒令停職候查。BBC（页面存档备份，存于）、泰晤士報（页面存档备份，存于）

## 10月28日
- 皇儲查理斯與伴妃卡米拉到訪日本，並到東京的日本科學未來館參加，獲機械人ASIMO表演歡迎。每日電訊報（页面存档备份，存于）
- 內政大臣施卓琪宣佈將加強限制極端份子進入英國，當局公佈自2005年至今有230人因此被拒入境。BBC（页面存档备份，存于）

## 10月27日
- 英鎊持續疲弱，上午時段跌至每一英鎊兌1.542美元，比一星期前的兌1.72美元貶值12%。泰晤士報[]
- 保守黨影子財相奧斯本再次重申沒有遊說俄國富商捐款，但承認在事件中「犯錯」。每日電訊報（页面存档备份，存于）、BBC（页面存档备份，存于）

## 10月26日
- 保守黨影子外相夏偉林促請商務大臣文德森勳爵交代他與俄國富商德里帕斯卡的詳細會面內容，而歐洲委員會早前則表示文德森勳爵未有在減低入口關稅上作出政治性干預。BBC（页面存档备份，存于）
- 約2,500名馬拉松參賽者在坎布里亞郡的湖區遇上暴風及氾濫，多人被困，賽事被迫於昨日腰斬，至今仍然有三名參賽者失去聯絡，皇家空軍已派出直昇機搜救。BBC（页面存档备份，存于）

## 10月25日
- 英揆白高敦打破首相慣例，到蘇格蘭法夫的格倫羅西斯選區拉票，希望在11月6日該區的下院補選保住工黨議席。BBC（页面存档备份，存于）
- 有冰島人在網上發起請願，抗議白高敦引用打擊恐怖份子的法例，凍結冰島在英國的資產。BBC（页面存档备份，存于）
- 工黨商業大臣文德森勳爵改口承認早於2004年開始與俄國富商奧萊格·德里帕斯卡有聯絡，但強調當中沒有不當存在，並會繼續以公眾利益為首要考慮。BBC（页面存档备份，存于）

## 10月24日
- 一名皇家海軍陸戰隊前隊員被控四次進行盜竊，偷去多名同僚及國防部31面市值共25,000英鎊的勳章，再與另一名親戚於eBay轉售圖利，今在普利茅夫皇室法庭被判入獄三年半。每日電訊報（页面存档备份，存于）
- 英國本年7月至9月GDP錄得自1992年以來首次負增長，數值高達0.5%，比預期嚴重，而富時100指數跟隨環球股市暴跌，跌穿4,000點水平。BBC（页面存档备份，存于）、BBC（页面存档备份，存于）

## 10月23日
- 英女皇伉儷轉抵斯洛伐克，繼續進行國事訪問。BBC（页面存档备份，存于）
- 選舉委員會表示「無資料」顯示要就影子財相奧斯本涉嫌向俄國富商遊說捐款一事展開調查。BBC（页面存档备份，存于）
- 政府計劃中、小學將來要向五至十六歲學生教授性教育。泰晤士報[]、BBC（页面存档备份，存于）

## 10月22日
- 英揆白高敦表示要對保守黨影子財相奧斯本涉嫌向俄國富商遊說捐款一事展開調查，而奧斯本則繼續堅稱絕無此事。泰晤士報[]、BBC（页面存档备份，存于）
- 英倫銀行行長金默文承認英國正陷衰退，其言論觸法英鎊兌美元暴跌至十六年以來低位。每日電訊報（页面存档备份，存于）

## 10月21日
- 英女皇偕同皇夫前往斯洛文尼亞，進行在位以來第87次國事訪問，並獲得熱情歡迎。BBC（页面存档备份，存于）、泰晤士報[]
- 保守黨影子財相奧斯本否認曾請求俄國富商奧萊格·德里帕斯卡（Oleg Deripaska）向該黨捐贈50,000英鎊，但承認去年曾登上對方在科孚島的遊艇會面。而早前工黨新任商業大臣文德森勳爵亦承認曾登上同一艘遊艇與德里帕斯卡會面。每日電訊報（页面存档备份，存于）、BBC（页面存档备份，存于）

## 10月20日
- 保守黨反對財相戴理德計劃增加基建以挽救經濟的建議，並指出政府對外借貸的款額已創新高。泰晤士報[]
- 一名英國慈善組織女義工在阿富汗首都喀布爾遭兩名乘電單車的男子開槍擊斃。BBC（页面存档备份，存于）
- 安永統計會表示英國「已陷經濟衰退」，而且情況會進一步持續。BBC（页面存档备份，存于）

## 10月19日
- 政府有意立例，規定任何人日後購買手提電話時須出示護照，以打擊恐怖主義活動。泰晤士報（页面存档备份，存于）
- 現年96歲，鐵達尼號最後一名在世生還者米爾維娜·迪恩（Millvina Dean）將部份與沉船事件有關的物品公開拍賣，以支付安老院宿費，結果賺得約30,000英鎊。BBC（页面存档备份，存于）

## 10月18日
- 內政部官員透露，面對目前經濟不景，有必要收緊批准透過現行計分制移民英國的申請。BBC（页面存档备份，存于）
- 英格蘭達拉謨郡一名92歲獨居退休家庭醫生，遭三名匪徒入屋行劫，負傷倒地九小時後才被人發現報警。BBC（页面存档备份，存于）

## 10月17日
- 保守黨黨魁甘民樂公開猛烈批評英揆白高敦的經濟政策，並指有關政策「完全徹底地失敗」。泰晤士報[]、BBC（页面存档备份，存于）
- 地方政府協會最新數字顯示，全國各地方議會存於有問題冰島銀行的資金總數增至9.2億英鎊。BBC（页面存档备份，存于）
- 代表全國約270,000名公務員的公共及商業服務工會，投票通過計劃在冬天發動罷工，反對政府輕微加薪2%，而有關加薪幅度早前曾引起就業中心、法庭及海岸巡邏隊職工相當不滿。BBC（页面存档备份，存于）

## 10月16日
- 英女皇伉儷訪問Google位於倫敦的歐洲、中東及非洲區總部，Google英國網站英文版首頁特地將Google商標嵌入女皇頭像。泰晤士報（页面存档备份，存于）、每日電訊報（页面存档备份，存于）、霍氏新聞
- 政府審計委員會承認有1,000萬英鎊資金存於有問題的冰島銀行。BBC（页面存档备份，存于）

## 10月15日
- 英國8月失業人數比6月上升164,000人，是十七年以來錄得的最大升幅。總失業人口升至179萬，失業率由5.2%升至5.7%。BBC（页面存档备份，存于）
- 司法部計劃裁減監獄、感化及法庭各部門共9,891名員工，以節省9億英鎊開支。泰晤士報（页面存档备份，存于）

## 10月14日
- 上院在昨日投票中以309票對118票大比數否決《打擊恐怖主義條例草案》，內政大臣施卓琪在下院表示政府在草案中會撤回42日扣押上限的建議。BBC（页面存档备份，存于）
- 英國9月消費者通脹率躍升至5.2%，是過去十六年以來最高紀錄。BBC（页面存档备份，存于）
- 英國樓市交投淡靜，9月交投量比去年同期急降52%，平均每名地產經紀每星期交投量少於一宗，是皇家特許測量師學會自1978年展開調查以來的最低紀錄。BBC（页面存档备份，存于）

## 10月13日
- 英揆白高敦及財相戴理德公佈挽救銀行方案，決定分別向蘇格蘭皇家銀行（RBS）及合併的萊斯TSB-HBOS銀行注入200億及170億英鎊公帑，英政府將持有RBS的60%股權，使RBS被國有化，而英政府亦持有萊斯TSB-HBOS銀行40%股權。至於早前傳聞需要政府注資的巴克萊銀行，則表示會自行集資65億英鎊。BBC（页面存档备份，存于）、每日電訊報（页面存档备份，存于）
- 上議院即將就《打擊恐怖主義條例草案》進行投票，有關草案建議讓政府向疑犯作出檢控前，扣押日數上限由現時28日增至42日，不少上院議員皆認為建議損害民權，預料草案很大機會被上院否決。BBC（页面存档备份，存于）

## 10月12日
- 英國四間主要金融機構蘇格蘭皇家銀行（RBS）、HBOS、萊斯TSB及巴克萊銀行分別要求政府注資150億、100億、70億及30億英鎊，英國政府注資RBS及HBOS後將成為兩行最大股東。泰晤士報（页面存档备份，存于）
- 英揆白高敦在《星期日鏡報》撰文，呼籲歐洲國家採取類似英國以5,000億英鎊救市的方案，以穩定歐洲經濟。BBC（页面存档备份，存于）

## 10月11日
- 英國及冰島政府就英國資金存於冰島問題銀行一事展開談判，並達成初步共識，表示網上銀行Icesave的英國存款可儘快發回。BBC（页面存档备份，存于）
- 英揆白高敦呼籲油公司跟隨國際油價走勢，適當調低油價，以紓緩國民經濟負擔。BBC（页面存档备份，存于）

## 10月10日
- 財政部派團到冰島，要求當局保證英國政府及國民存於冰島各銀行的資金受到全面保障。英國將要求冰島政府儘快歸還全國地方議會存於冰島各銀行共約10億英鎊的資金，同時已下令凍結冰島Landsbanki在英國的資產，並且不排除凍結冰島其他企業在英國的所有資產，以催迫冰島償還存款，而冰島總理則對英國行動表示強烈不滿。BBC（页面存档备份，存于）
- 全國志願組織協會透露全國慈善機構有大約1.2億英鎊基金投放於有問題的冰島銀行，擔心有關款項將不能取回。BBC（页面存档备份，存于）
- 全球主要股市急跌，英國股市亦未能幸免，富時100指數今日早段開市首一小時暴跌10%，指數自2003年以來首次跌穿4,000點關口，市況到下午早段仍在3,200至4,000點徘徊。每日電訊報（页面存档备份，存于）

## 10月9日
- 兩名伊拉克裔及約旦裔的NHS醫院醫生被控去年6月30日參與格拉斯哥國際機場恐怖襲擊及多宗企圖恐怖襲擊，被押送到伍利奇皇室法庭提堂審訊。泰晤士報[]、每日電訊報（页面存档备份，存于）
- 受冰島銀行相繼陷入財政困難影響，全英國各地地方議會至少有7.2億鎊存於冰島銀行的資金遭到牽連，保守黨則估計涉及金額可能高達10億鎊。BBC（页面存档备份，存于）

## 10月8日
- 財相戴理德公佈計劃動用5,000億英鎊救助金融市場，並率先向英國八大銀行機構提供合共500億英鎊的注資計劃，當中包括RBS、巴克萊、匯豐、渣打及萊斯TBS等等。BBC（页面存档备份，存于）
- 英倫銀行跟隨環球主要中央銀行減息，幅度為半厘。BBC（页面存档备份，存于）、泰晤士報[]

## 10月7日
- 受冰島銀行出現問題及其他消息困擾，多隻銀行股股價急跌，HBOS及蘇格蘭皇家銀行股價各自急跌四成，巴克萊銀行亦跌近一成，英揆白高敦下午在唐寧街10號召喚財相戴理德、英倫銀行行長金默文及金融服務局局長商討對策，而政府發言人否認有關會面屬於緊急會議。BBC（页面存档备份，存于）、泰晤士報[]
- 蘇格蘭450名鐵路訊號員不滿工作待遇及被強制接受安全評核，展開為期48小時的罷工，鐵路服務大受影響。BBC

## 10月6日
- 財相戴理德在下院發言表示會盡一切能力確保金融市場的安穩。BBC（页面存档备份，存于）
- 受美國股市拖累，倫敦富時100主要成份股指數今早一開市在六分鐘內急瀉250點，早市尾段報4,670.9點，跌至四年以來低位，主要藍籌股在數分鐘內帳面蒸發逾600億英鎊。泰晤士報[]

## 10月5日
- 英揆白高敦到巴黎與法國、德國及意大利領袖召開峰會，達成協議承諾共同支援金融機構，但並未仿傚美國成立基金救助陷入財困的金融機構。BBC（页面存档备份，存于）
- 新任商業大臣文德森透露決定重返內閣前，曾徵詢前英揆貝理雅的意見，儘管黨內對其委任存有爭議，他呼籲政府需要團結。BBC（页面存档备份，存于）

## 10月4日
- 英揆白高敦前往法國巴黎出席峰會商討經濟問題，消息指他返國後會繼續改組內閣。BBC（页面存档备份，存于）
- 著名郵輪RMS伊利沙伯皇后2號由利物浦出發，展開退役之旅，並抵達貝爾法斯特。郵輪將繼續出發，並以杜拜為終點站，屆時郵輪會改裝成海上酒店。BBC（页面存档备份，存于）

## 10月3日
- 英揆白高敦改組內閣，歐盟貿易專員文德森第三度出仕內閣，任商業大臣，而前外相貝嘉晴亦以房屋及規劃部長返閣。每日電訊報（页面存档备份，存于）、BBC（页面存档备份，存于）
- 早前已表明去意的運輸大臣簡樂芙退出內閣，她表示不尋求在下次下議院大選中連任，以便照顧家中四名孩子。BBC（页面存档备份，存于）
- 前工黨聯邦事務大臣湯姆生勳爵（Lord Thomson）因感染病毒病逝於倫敦聖托馬斯醫院，終年87歲。湯姆生生於1921年1月16日，早年入讀蘇格蘭鄧迪的葛洛夫學院，1941年至1946年服役於皇家空軍，參與第二次世界大戰，退役後於1946年至1956年在鄧迪的報館任編輯。湯姆生曾於1950年及1951年參與下院選舉落敗，1952年透過鄧迪東選區補選當選進入下院，任內曾於1964年至1966年到韋爾遜政府任外交部國務部長；1966年成為樞密院顧問官，並入閣任蘭卡斯特公爵領地總裁，後自1967年至1968年改任聯邦事務大臣，任內有份參與對羅德西亞實施制裁行動；他在1968年至1969年任不管部大臣，1969年至1970年重任蘭卡斯特公爵領地總裁，後於1972年辭去下院議員之職。湯姆生於1973年至1977年獲委為歐共體英方專員，卸任後封終身貴族，成為莫尼菲斯的湯姆生勳爵（Lord Thomson of Monifieth），後又於1981年獲英女皇獎授薊花勳章，同年起任獨立廣播局主席至1988年，1988年至1991年任伍利奇屋宇學會副主席，1994年至1997年任大眾生活標準委員會委員。湯姆生勳爵本為工黨黨員，後來因工黨分裂而成為社會民主黨黨員，最後隨社會民主黨與自由黨合併而成為自由民主黨黨員，另外他也是愛丁堡皇家學會與皇家電視學會院士。BBC（页面存档备份，存于）

## 10月2日
- 在倫敦市長鮑里斯·約翰遜施壓下，倫敦警察廳廳長伊恩·布萊爾爵士（Sir Ian Blair）宣佈會在11月底辭職。BBC（页面存档备份，存于）、泰晤士報[]、每日電訊報（页面存档备份，存于）
- 消息指內閣數日內會進行改組，除了早前表明去意的運輸大臣簡樂芙外，貿易部長瓊斯勳爵亦表態會離開內閣。BBC（页面存档备份，存于）

## 10月1日
- 保守黨黨魁甘民樂在保守黨黨大會上發言，表示要終止工黨「揮霍無度」的時代。BBC（页面存档备份，存于）
- 倫敦交通局報告發現，學童有減少乘搭汽車上學的趨勢，愈來愈多學童選擇以步行、自行車或以公共交通工具代步。BBC（页面存档备份，存于）

| 依月份排列新聞動態 |
| \| - 2014年英國：1月 - 2月 - 3月 - 4月 - 5月 - 6月 - 7月 - 8月 - 9月 - 10月 - 11月 - 12月 - 2013年英國：1月 - 2月 - 3月 - 4月 - 5月 - 6月 - 7月 - 8月 - 9月 - 10月 - 11月 - 12月 - 2012年英國：1月 - 2月 - 3月 - 4月 - 5月 - 6月 - 7月 - 8月 - 9月 - 10月 - 11月 - 12月 - 2011年英國：1月 - 2月 - 3月 - 4月 - 5月 - 6月 - 7月 - 8月 - 9月 - 10月 - 11月 - 12月 - 2010年英國：1月 - 2月 - 3月 - 4月 - 5月 - 6月 - 7月 - 8月 - 9月 - 10月 - 11月 - 12月 - 2009年英國：1月 - 2月 - 3月 - 4月 - 5月 - 6月 - 7月 - 8月 - 9月 - 10月 - 11月 - 12月 - 2008年英國：1月 - 2月 - 3月 - 4月 - 5月 - 6月 - 7月 - 8月 - 9月 - 10月 - 11月 - 12月 檢閱 \| |
| - 2014年英國：1月 - 2月 - 3月 - 4月 - 5月 - 6月 - 7月 - 8月 - 9月 - 10月 - 11月 - 12月 - 2013年英國：1月 - 2月 - 3月 - 4月 - 5月 - 6月 - 7月 - 8月 - 9月 - 10月 - 11月 - 12月 - 2012年英國：1月 - 2月 - 3月 - 4月 - 5月 - 6月 - 7月 - 8月 - 9月 - 10月 - 11月 - 12月 - 2011年英國：1月 - 2月 - 3月 - 4月 - 5月 - 6月 - 7月 - 8月 - 9月 - 10月 - 11月 - 12月 - 2010年英國：1月 - 2月 - 3月 - 4月 - 5月 - 6月 - 7月 - 8月 - 9月 - 10月 - 11月 - 12月 - 2009年英國：1月 - 2月 - 3月 - 4月 - 5月 - 6月 - 7月 - 8月 - 9月 - 10月 - 11月 - 12月 - 2008年英國：1月 - 2月 - 3月 - 4月 - 5月 - 6月 - 7月 - 8月 - 9月 - 10月 - 11月 - 12月 檢閱       |